# Dmitrij Torgovanov
Dmitrij Nikolajevitj Torgovanov (ryska: Дмитрий Николаевич Торгованов), född 5 januari 1972 i dåvarande Leningrad i Sovjetunionen (nuvarande Sankt Petersburg), är en rysk handbollstränare och före detta handbollsspelare. Han spelade i anfall som mittsexa men framför allt som försvarsspelare. 2015–2017 var han förbundskapten för Rysslands herrlandslag.

## Klubbar
- GK Neva Sankt Petersburg (–1996)
- SG Wallau-Massenheim (1996–1999)
- SG Solingen (1999–2001)
- TUSEM Essen (2001–2005)
- SG Kronau-Östringen (2005–2007)
- HSV Hamburg (2007–2009)